# Молодіжна (станція метро, Москва)
55°44′27″ пн. ш. 37°25′00″ сх. д. / 55.74083° пн. ш. 37.41667° сх. д.
«Молодіжна» (рос. Молодёжная) — станція Арбатсько-Покровської лінії, 73-тя станція Московського метрополітену. Розташована між станціями «Кунцевська» і «Крилатське». Була названа по розташованій поруч Молодіжній вулиці колишнього підмосковного міста Кунцево, що d 1962 була перейменована на Молодогвардійську.
Станція була відкрита 5 липня 1965 у складі черги «Піонерська» — «Молодіжна» Філівської лінії. Була кінцевою станцією до 31 грудня 1989 року, коли лінія була продовжена до станції «Крилатське».
До січня 2008 року станція «Молодіжна» входила до складу Філівської лінії. 7 січня 2008 після відкриття руху на дільниці «Парк Перемоги» — «Кунцевська» дільниця «Кунцевська» — «Крилатське» увійшла до складу Арбатсько-Покровської лінії.

## Вестибюлі і пересадки
У станції два наземних вестибюля, виконаних у вигляді скляних павільйонів. Розташовані на Ярцевській і Єльнинській вулицях.

### Пересадки
Автобуси: 58, 73, 127, 135, 190, 229, 251, 251к, 300, 391, 464, 554, 626, 660, 691, 732, 757, 794, 825, 829, П130

## Технічна характеристика
Конструкція станції  — колонна трипрогінна мілкого закладення (глибина закладення — 6.5 м). На станції два ряди по 40 залізобетонних колон. Споруджена зі збірних конструкцій за типовим проектом. Крок колон 4 м. Відстань між осями рядів колон — 5,9 м.

## Оздоблення
Колони оздоблені білим і сірим мармуром з бордюрами з рожевого мармуру у верхній і нижній частині, підлога викладена сірим і рожевим гранітом, колійні стіни оздоблені зверху білою, знизу чорною керамічною плиткою.

## Колійний розвиток
Колійний розвиток станції — 6 стрілочних переводів, перехресний з'їзд і 2 станційні колії для обороту та відстою рухомого складу. В оборотних тупиках розташований пункт технічного огляду.